# De Zes Winden
De Zes Winden, auch The Six Winds ist ein niederländisches Saxophon-Ensemble des Modern Jazz.

## Geschichte
Das Saxophon-Sextett De Zes Winden entstand im Jahr 1984 aus dem seit 1976 bestehenden Saxophonquartett Vier Winden, das der Baritonsaxophonist Ad Peijnenburg gegründet hatte. Zur Zeit der Gründung war die Vorgänger-Formation vermutlich das einzige Saxophonquartett in der europäischen Jazzszene.
1986 trat das Ensemble auf dem North Sea Jazz Festival auf. Die Mitglieder kamen jeweils für Tourneeprojekte zusammen, für die sie jeweils ein komplett neues Programm schrieben. Die holländische Stammbesetzung wurde bald durch internationale Musiker wie den Kanadier Bill Smith und über lange Zeit den Dänen John Tchicai ergänzt. Seit 1999 gehören der Japaner Kazutoki Umezu und der Amerikaner Andrew White zum Ensemble. 2004 trat es gemeinsam mit dem Rova Saxophone Quartet auf, um „52 Beats and More“ ihres verstorbenen Ex-Mitglieds Paul Termos aufzuführen.

## Diskografie
- Man Met Muts (BVHaast, 1989)
- Anger Dance (BVHaast, 1991/92)
- Manestraal (BVHaast, 1997)
- Number 6 (BVHaast, 1999)
- Komoro (Ohrai Records, 2002)